# 로밤바

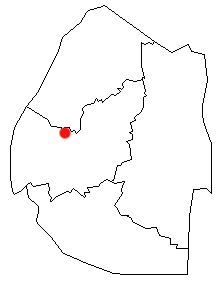
로밤바의 위치

로밤바(Lobamba)는 에스와티니의 왕정 수도, 입법 수도로 높이는 694m, 인구는 11,000명(2006년 기준)이다. 에스와티니의 행정 수도인 음바바네에서 16km 정도 떨어진 곳에 위치하고 있고 행정 구역상으로는 호호 구에 속한다.
에스와티니 서쪽의 에줄위니(Ezulwini) 분지에 위치하며 시내에는 에스와티니 왕궁, 에스와티니 국회의사당, 에스와티니 국립박물관이 들어서 있다.